# (75190) Segreliliana
(75190) Segreliliana ist ein im inneren Hauptgürtel gelegener Asteroid. Er wurde am 14. November 1999 an der Lincoln Laboratory Experimental Test Site (ETS) (IAU-Code 704) in Socorro, New Mexico im Rahmen des Projektes Lincoln Near Earth Asteroid Research (LINEAR) entdeckt. Sichtungen des Asteroiden hatte es vorher schon am La-Silla-Observatorium in Chile gegeben: am 2. August 1991 unter der vorläufigen Bezeichnung 1991 PH22 und am 14. August 1991 (1991 PD32).
Der mittlere Durchmesser des Asteroiden wurde grob mit 1,498 (±0,305) Kilometer berechnet, die Albedo sehr grob mit 0,413 (±0,311). Sie lässt auf eine helle Oberfläche schließen.
Nach der SMASS-Klassifikation (Small Main-Belt Asteroid Spectroscopic Survey) wurde bei einer spektroskopischen Untersuchung von Gianluca Masi, Sergio Foglia und Richard P. Binzel bei einer Unterteilung aller untersuchten Asteroiden in C-, S- und V-Typen (75190) Segreliliana den S-Asteroiden zugeordnet.
Der Asteroid ist Mitglied der Massalia-Familie, einer Gruppe von Asteroiden mit geringer Bahnneigung, benannt nach ihrem größten Mitglied (20) Massalia. Die zeitlosen (nichtoskulierenden) Bahnelemente von (75190) Segreliliana sind fast identisch mit denjenigen von drei kleineren Asteroiden, wenn man von der absoluten Helligkeit von 17,8, 18,4 und 18,5 gegenüber 15,8 ausgeht: (487395) 2014 QG322, (489939) 2008 RV90 und 2015 BD292.
(75190) Segreliliana wurde am 17. November 2020 nach der italienischen Überlebenden des Holocausts und Senatorin auf Lebenszeit Liliana Segre (* 1930) benannt. Die Asteroidennummer 75190 ist dieselbe, die sie als Häftlingsnummer im Konzentrationslager Auschwitz-Birkenau hatte. Der Asteroid (29910) Segre hingegen war 2002 nach dem Mathematiker Corrado Segre benannt worden.